# Caballo islandés

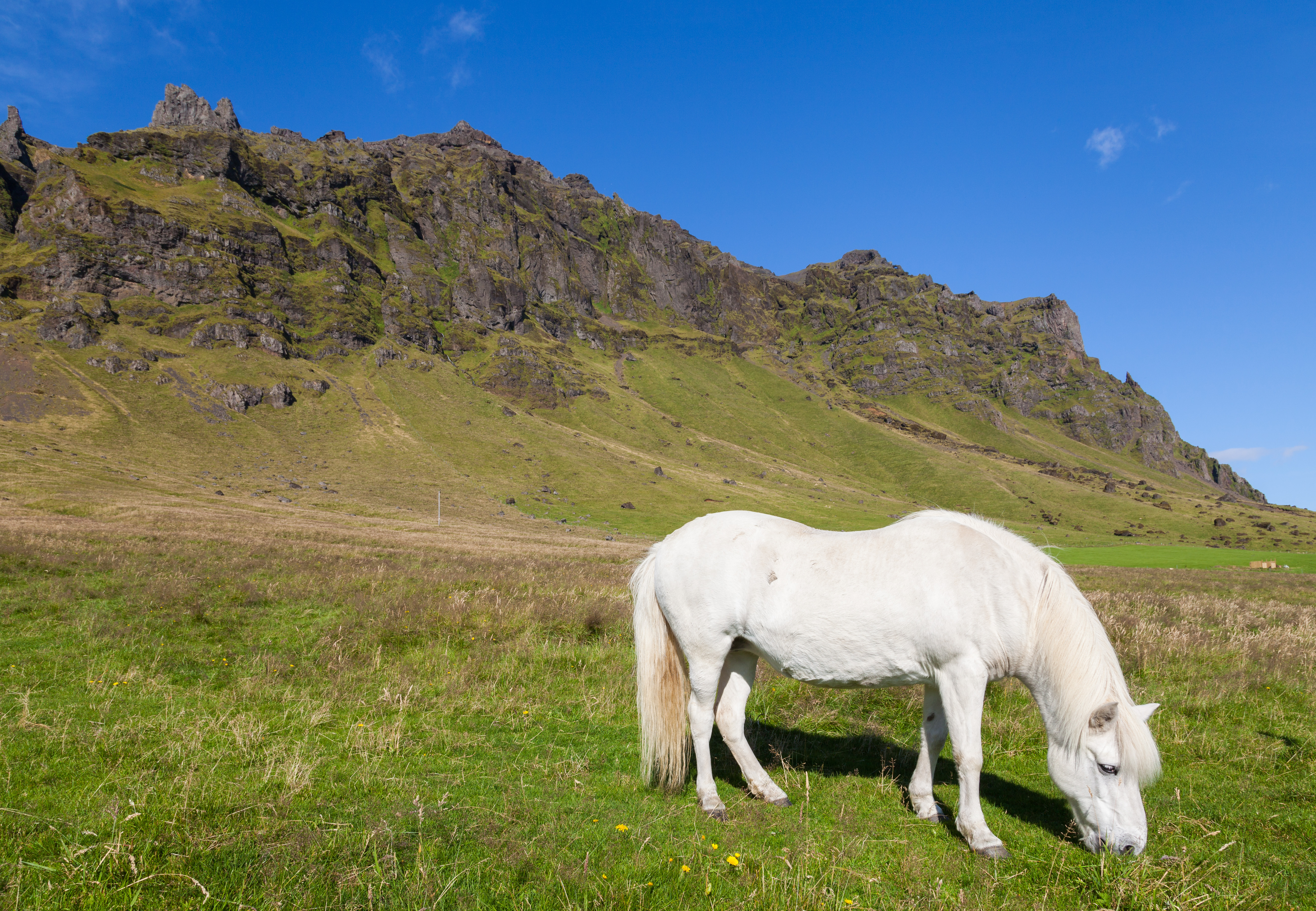
Caballo islandés en la localidad de Storhofthi, en la región de Suðurland.

El caballo islandés es una raza de caballo que se desarrolló en Islandia. Aunque estos equinos sean pequeños, a veces parecidos a los ponis, la mayor parte de los registros los consideran como caballos propiamente dichos.

## Características
Es la única raza indígena de Islandia, pero se fue difundiendo en muchas partes del mundo, y también existen poblaciones considerables en otras partes de Europa y de Norteamérica. En Islandia se usa en las labores agrícolas, en muestras equinas, en la hípica y también para el consumo de su carne.
El caballo islandés es resistente y sufre pocas enfermedades. La legislación islandesa prohíbe que los ejemplares exportados regresen a la isla, para prevenir posibles contagios. Tiene además la característica de conocer dos maneras de andar suplementarias además de las tradicionales paso, trote, canter y galope.

## Historia

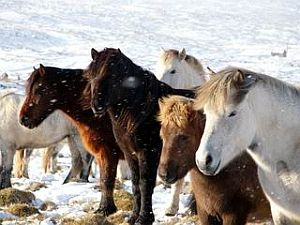
Grupo de caballos islandeses en invierno.

Nacida de los ponis de los escandinavos entre los siglos IX y X, la primera referencia a esta raza se encuentra en el XII, cuando estos caballos eran objeto de culto en la mitología nórdica. 
Su aspecto actual se debe a siglos de selección natural y genética. En 1780 una gran parte de su población autóctona falleció debido al Móðuharðindin, una erupción del volcán Laki.
La primera Sociedad del Caballo Islandés se creó en la isla en 1904. Hoy la raza está representada por organizaciones en 19 naciones, reunidas en la Federación Internacional de las Asociaciones del Caballo Islandés.